# Amshuverma
Amshuverma Thakura de la dinastía Thakuri fue rey de Nepal en el siglo VI (605-629 d. C.). Su reinado fue de gran desarrollo para Nepal, a tal extremo que a dicho período se le dio en llamar la "edad de oro". 
Se destacó por sus éxitos en extender el territorio del reino. Desarrolló una estrecha relación entre Nepal y el Tíbet, cimentada en la apertura de rutas comerciales. También alcanzó notoriedad al casar a Brikuti una de sus hijas, con un gobernante tibetano llamado Tsrong-tsong Gompo. Ella jugó un papel decisivo en la difusión del budismo en el Tíbet. El monje budista chino Xuanzang, que visitó la India durante el siglo séptimo, describió a Aṃshuvarmā como un hombre de numerosos talentos. Gracias a sus acciones el budismo se propaló por el Tíbet donde las pagodas de diseño nepalés se volvieron muy populares. Posteriormente, desde allí el arte y la arquitectura nepalíes se difundieron hacia la China y Japón. Una inscripción que cita a Aṃshuvarmā fechada en el 607 en Tistung profesa la importancia del "código de conducta aria" (es decir, el sistema de castas). Se dice que el Kailashkut Bhawan, un palacio magnífico, proeza de arquitectura e ingeniería, cuyas ruinas se encuentran cerca de Hadigaun en Katmandú, fue construido por Amshuverma.

## Trayectoria
Mediante una política exterior exitosa pudo mantener la independencia y soberanía de Nepal. Por ejemplo Amshuverma también casó a su hermana Bhoga Devi con Sur Sen, un rey indio, este matrimonio le permitió fortalecer la relación con la India. El famoso viajero chino Huen Tsang lo elogió en sus relatos. 
Amshuverma estaba dotado de las cualidades y virtudes propias de un rey, era una persona justa, imparcial y un administrador capaz, que se preocupaba por el bienestar de su pueblo. De acuerdo con algunas inscripciones, el rey Shiva Deva solía decir que Amshuverma era un hombre de fama universal y que era su naturaleza heroica la que le permitía vencer a sus enemigos. Huen Tsang, él mismo un hombre culto y respetado erudito, escribe sobre Amshuverma describiéndolo como un hombre de elevados principios.
Amshuverma escribió una gramática sánscrita, denominada Shabda Vidya, que lo hizo popular incluso fuera del país. Apoyó económicamente al gran Chandraverma un gramático y erudito de la Universidad de Nalanda. Si bien practicaba el shaivismo era tolerante con todas las religiones. Para propugnar el desarrollo de la condición económica de las personas prestó gran atención a la mejora de la industria y el comercio. Nepal estableció relaciones comerciales con la India, el Tíbet y China y se convirtió en la vía de comercio de la India con China y viceversa. Amshuverma también prestó atención al desarrollo agrícola, mediante la construcción de canales para regar los campos. Impuso un impuesto al agua, un impuesto a la tierra, un impuesto de defensa y un impuesto de lujo, utilizando los ingresos de estas fuentes para las obras de urbanización del país.
- Datos: Q2844526
- Multimedia: Amshuverma / Q2844526